# Fulginia
Fulginia (dziś: Foligno) - starożytne miasto w Umbrii zdobyte i przyłączone do Rzymu w roku 295 p.n.e.